# Suzanne Vega
Suzanne Nadine Vega (Santa Mónica, California, 11 de julio de 1959), es una cantante y compositora estadounidense. 
Vega es especialmente conocida por su éxito musical a fines de los años 1980 con las canciones «Luka» y «Tom's Diner», ambos sencillos de su segundo álbum «Solitude Standing» (1987), que alcanzaron el top 10 del Billboard Hot 100 y de otros países.
«Tom's Diner», que fue lanzado originalmente como una grabación a capela, fue remezclado en 1990 como pista de baile por el dúo DNA, con Suzanne como artista destacada. Esta versión fue un éxito, alcanzando el Top 10 en cinco países. La grabación original a capela de la canción se utilizó como prueba durante la creación del formato MP3.  El papel de su canción en el desarrollo de la compresión MP3 llevó a Vega a recibir el título de "La madre del MP3".

## Biografía
Suzanne Vega nació el 11 de julio de 1959 en Santa Mónica (California). Su madre, Pat Vega (nacida Schumacher), es analista de sistemas de ordenadores de una empresa de patrimonio alemán-sueco. Su padre, Richard Peck, es de origen escocés-irlandés-inglés. Ambos se divorciaron poco después de su nacimiento. Su padrastro, Ed Vega, también conocido como Edgardo Vega Yunqué, fue escritor y profesor en Puerto Rico, de quien tomó su apellido Suzanne. 
A los dos años de edad, se trasladó con su familia a Nueva York. Se crio en el barrio hispano de Harlem, por lo que aprendió a hablar español desde pequeña; a los nueve años escribió su primer poema y con catorce empezó a componer canciones. Cursó estudios de danza contemporánea y frecuentó los clubes de Greenwich Village mientras asistía a clases de Literatura en la escuela de arte Barnard College. En 1984, a raíz de sus actuaciones, obtuvo la posibilidad de grabar un álbum con la discográfica A&M. 
Suzanne Vega estuvo casada con su productor Mitchell Froom, que influyó en su música en la década de 1990, llevándola hacia un terreno más experimental. El matrimonio tuvo una hija, Ruby, nacida en 1994. Se divorció en 2000 y volvió a casarse en 2006 con Paul Mills, a quien conoce desde su juventud.

## Carrera
La trayectoria de Suzanne Vega se caracteriza por la inquietud y lo poco prolífico de su producción, ya que en sus años de carrera ha publicado solo nueve álbumes de estudio y algunos recopilatorios. Su primer disco fue homónimo y se lanzó en 1985 con buena acogida por parte de la crítica. Las ventas no fueron muy elevadas y se extrajeron dos sencillos principales, Marlene on the wall y Left of center (de la banda sonora de Pretty in Pink). En el álbum se dejaban notar sus rasgos más distintivos como artista: la profundidad de las letras, que partían de la observación del mundo y a veces trataban acerca de temas poco habituales, su voz y su sonido cercano al estilo folk.
Dos años más tarde, Suzanne Vega publicó Solitude Standing, que supuso su despegue internacional gracias a su acercamiento a un sonido más pop y a los dos temas más reconocibles de su carrera, "Tom's Diner", en una primera versión cantada a capela y remasterizada después por el dúo británico DNA, y "Luka", una canción acerca del maltrato infantil que escribió inspirándose en la figura de un niño de su antiguo barrio y que llegó al tercer puesto en las listas de Estados Unidos.
En 1986 participó con una canción en el disco de Philip Glass Songs from Liquid Days, en el que el compositor neoyorquino colaboró con diversos músicos en letras e interpretaciones. El tema de Vega fue el tercer corte, "Freezing" en el que intervenían además The Kronos Quartet y la vocalista Linda Ronstadt. 
En 1990 publicó Days of open hand, distanciándose de cualquier estilo comercial y priorizando las letras de las nuevas composiciones. A este álbum le siguieron 99.9 °F (1992) y Nine objects of desire (1996), en los que experimentó, respectivamente, con la electrónica y un tono más dulce y minimalista sin perder nunca sus señas de identidad. En el último se incluía el tema "Caramel", que aparece en las bandas sonoras de las películas La verdad sobre perros y gatos y Closer. 
En 1995 participó en el desigual disco de homenaje Tower of Song, en el que muy diferentes intérpretes versionan canciones de Leonard Cohen. Su emotiva interpretación de "Story of Isaac" está en el corte 12.
Después de cinco años en los que se centró en su vida familiar, y a raíz de su divorcio, volvió al estudio para grabar Songs in red and gray, que supone la vuelta al sonido original de su música y constituye uno de sus trabajos más intimistas hasta la fecha. Tres de sus temas giran alrededor de su entonces reciente ruptura.
En 2003 se lanzó Retrospective: The best of Suzanne Vega, un recopilatorio de 21 canciones de toda su carrera incluyendo las de mayor éxito, tras lo cual A&M puso fin a su contrato. En los años siguientes Vega se dedicó a ofrecer conciertos y se involucró como locutora en una serie de programas radiofónicos (American Mavericks) acerca de los mejores compositores estadounidenses del siglo XX, por el que recibió, como parte del equipo, el prestigioso premio Peabody Award.
En julio de 2007 se publica su álbum de estudio, Beauty & Crime, en el que disecciona la vida de su ciudad, Nueva York, tras haber firmado con Blue Note Records.
Vega participó en el disco de colaboraciones entre Danger Mouse, Sparklehorse y David Lynch titulado como el poema del religioso y místico del renacimiento español San Juan de la Cruz, titulado en inglés Dark Night of the Soul (Noche oscura del alma). Escribió la melodía y las letras de su tema, titulado "The Man Who Played God", inspirado por la biografía del pintor español Pablo Picasso. En su primer disco había grabado una versión ("Night Vision") del poema escrito por el francés Paul Éluard sobre el también español y cubista Juan Gris. 
Varios años después, en 2014, fue lanzado Tales from the Realm of the Queen of Pentacles con material inédito.
Su último álbum de estudio publicado es Lover, beloved: songs from an evening with Carson McCullers, de 2016. El álbum se basa en una obra teatral escrita e interpretada por Vega, Carson McCullers Talks About Love about the life of the writer Carson McCullers, estrenada en 2011. La música está compuesta junto con Duncan Sheik y Michael Jefry Stevens. El proyecto está basado en la impresión que las lecturas de Carson McCullers produjeron en la cantante en su primera juventud.

## Discografía
- Suzanne Vega, 1985 UK #11, US #91, AUS #23
- Solitude Standing, 1987 UK #2, US #11, AUS #7
- Days of Open Hand, 1990 UK #7, US #50
- 99.9 °F, 1992 UK #20, US #86
- Nine Objects of Desire, 1996 UK #43, US #92
- Tried and True, 1998 UK #46, AUS #96
- Songs in Red and Gray, 2001 UK #32, US #178
- Retrospective, 2003 UK #27
- Beauty and Crime, 2007
- Tales from the Realm of the Queen of Pentacles, 2014
- Lover, beloved: songs from an evening with Carson McCullers, 2016.
- An evening of New York songs and stories, 2020.
- Flying with Angels, 2025.

## Sencillos
- Marlene On The Wall, 1985 - UK #83
- Small Blue Thing, 1985 - UK #66
- Knight Moves, 1985
- Marlene On The Wall segunda versión, 1986 - UK #21, AUS #39
- Left Of Centre, 1986 - UK #32, AUS #35
- Gypsy, 1986 - UK #77
- Luka, 1987 - UK #23, US #3, AUS #21
- Tom's Diner, 1987 - UK #58
- Solitude Standing, 1987 - UK #79, US #94, AUS #91
- Book Of Dreams, 1990 - UK #66
- Tired of Sleeping, 1990
- Men in a War, 1990
- Tom's Diner (DNA remix), 1990 - UK #2, US #5, AUS #8
- Rusted Pipe (DNA remixes), promocional, 1991
- In Liverpool, 1992 - UK #52
- 99.9 °F, 1992 - UK #46
- Blood Makes Noise, 1992 - UK #60, AUS #61
- When Heroes Go Down, 1993 - UK #58
- The Long Voyages con John Cale, 1995
- Caramel, 1996
- No Cheap Thrill, 1996 - UK #40
- Birth-day, promocional, 1997
- World before Columbus, 1997
- Headshots, promocional, 1997
- Book & a Cover, 1998
- Rosemary / Remember me, 1999
- Widow's Walk, promocional, 2001
- Last Year's Troubles, promocional, 2001
- Penitent, promocional, 2001
- (I'll never be) Your Maggie May, promocional, 2002

## Enlaces
- Sitio web oficial
- Fan club
- Entrevista en La Opinión de Granada, por Eduardo Tébar (enlace roto disponible en Internet Archive; véase el historial, la primera versión y la última).